# Dekanat Frysztak
Dekanat Frysztak – dekanat diecezji rzeszowskiej składający się z 10 parafii:
- Frysztak – Narodzenia Najświętszej Maryi Panny
- Lubla – św. Mikołaja
- Łączki Jagiellońskie – św. Andrzeja Apostoła i Narodzenia Najświętszej Maryi Panny
- Łęki Strzyżowskie – Podwyższenia Krzyża Świętego i Najświętszej Maryi Panny Bolesnej
- Niewodna – św. Anny
- Przybówka – św. Kazimierza
- Pstrągówka – św. Jana Chrzciciela
- Stępina – św. Maksymiliana Kolbe
- Ustrobna – św. Jana Kantego
- Wiśniowa – Najświętszej Maryi Panny Królowej Świata